# 662131 Kierancarroll
662131 Kierancarroll è un asteroide della fascia principale esterna. Scoperto nel 2005, presenta un'orbita caratterizzata da un semiasse maggiore pari a 3,094406 UA e da un'eccentricità di 0,173664, inclinata di 17,611547° rispetto all'eclittica.
Kieran A. Carroll è un professore associato canadese presso l'Istituto di studi aerospaziali dell'Università di Toronto. È stato uno dei maggiori contributori per il progetto del satellite di sorveglianza degli oggetti vicini alla Terra (NEOSSat) dell'Agenzia Spaziale Canadese.